# Льодова Брила Стів Остін
«Льодова Брила» Стів Остін (анґл. «Stone Cold» Steve Austin, ім'я від народження — Стівен Джеймс Остін, нар. 18 грудня 1964, місто Остін, штат Техас, США) — американський актор, продюсер та колишній професійний реслер. Нині має угоду леґенди з WWE. Став відомим у 1990-х роках під прибраним ім'ям «Льодова Брила» Стів Остін, відіграючи роль антигероя, який п'є пиво та знущається зі свого керівника — Вінса Макмегона. Відтин часу його зоряних виступів припав на «золоту добу» WWF (нині WWE) і багато хто пов'язує таку масову зацікавленість із його виступами.
Голова та власник WWE Вінс Макмегон, коментатор Джим Росс та Пол Хейман назвали Стіва Остіна найприбутковішим реслером в історії компанії. За словами Джима Росса: «Ніхто не може перевершити Остіна… Ще ніхто не зміг заробити стільки грошей впродовж своєї кар'єри». Ветерани компанії Рік Флер, Джон Сіна та СМ Панк назвали Остіна найбільшою зіркою в історії WWE а Макмегон підкреслив, що Стів перевершив навіть Галка Гогана.
За свою кар'єру Льодова Брила володів 21 титулом, зокрема чотири рази був чемпіоном WWF, дворазовим інтерконтинентальним чемпіоном WWF та чотириразовим командним WWF, що робить його п'ятим чемпіоном Потрійної Корони в історії WWE. У 1996 році він переміг у змаганні Король Ринґу а у 1997, 1998 та 2001 роках перемагав у Королівській Битві, що робить його єдиним борцем, який вигравав це змагання тричі.
У 2009 році був долучений до Зали Слави WWE.

## Життєпис

### Ранні роки
Стів Остін народився 18 грудня 1964 року в місті Остін, штат Техас. Опісля того як його батько Джеймс залишив родину, його мати, Беверлі, вийшла заміж за Кена Вільямса і Стів офіційно змінив своє ім'я на Стів Джеймс Вільямс. Більшу частину свого дитинства провів у місті Една, штат Техас. Закінчив середню школу міста Една. Після закінчення школи і до отримання вищої освіти в Техаському університеті певний час займався футболом, однак згодом полишив його та влаштувався охоронцем в місцевий ґенделик.

### Початок кар'єри
Маючи бажання займатися реслінґом Стів вступив до школи професійного реслінґу під керівництвом Кріса Адамса. Після кількох місяців наполегливих тренувань у 1989 році він провів свій перший виступ на арені World Class Championship Wrestling. Його противником був Фрогман ЛаБланк (Frogman LaBlanc), якого він з легкістю переміг. Оскільки у реслінгу був реслер на ім'я Стів Вільямс, «Льодовій Брилі» довелося взяти собі нове прізвище — Остін.

### Асоціація реслінґу Сполучених Штатів (1990)
Певний час змагався під свої справжнім ім'ям. Стівом Остіном його назвав один з букерів Датч Ментелл у відтин часу злиття World Class та the Continental Wrestling Association, після чого було утворено United States Wrestling Association. Згодом Стів повернувся у Даллас.

## World Championship Wrestling (1990—1995)
У 1990 році він полишає USWA і вже наступного року укладає угоду з WCW. Кілька тижні опісля своєї першої появи він перемагає Боббі Ітона в бою за титул Телевізійного чемпіона світу за версією WCW. Пізніше того року Остін приєднується до угрупування реслерів Небезпечний альянс під керівництвом Пола Данжероуслі. 27 квітня 1992 Стів Остін програє свій чемпіонський титул Баррі Віндгему у бою за правилами двох з трьох утримань. 23 травня Остін повернув собі чемпіонство. Його друге володіння титулом тривало аж до 2 вересня 1992 року, коли він програв його Рікі Стімботу. Згодом після цього команда Небезпечний альянс припиняє своє існування. На Гелловін Гавок він посідає місце Террі Ґорді і у командному змаганні два на два разом зі Стівом Вільямсом змагаються з Дасті Роудсом та Баррі Віндгемом за право носити Чемпіонство світу з командних змагань.
У січні 1993 року Остін разом з Браяном Піллманом створив команду The Hollywood Blondes. Перемігши Ріккі Стімбота та Шейа Дуґласа вони стали Чемпіонами командних змагань світу за версією WCW. Команда володіла титулами протягом п'яти місяців. На Битві Чемпіонів XXIII The Hollywood Blondes зустрілися з командою Ріка Флера і Арна Андерсона в командному поєдинку два утримання з трьох. Об'єднавшись Рік та Арн перемогли тодішніх чемпіонів, однак титулами так і не заволоділи, оскільки одне з утримань було визнано недійсним. На наступне шоу Битви Чемпіонів XXIV було заплановано матч-відповідь за титули Чемпіонів командних змагань. Однак Піллман травмувався і в швидкому порядку був замінений на Стівена Ріґала. У команді з Ріґалом Остін програв титули Флеру та Андерсону. Після того як Піллман оговтався від травми йому було призначено одиночний поєдинок з Остіном на Битві Чемпіонів XXV. Тоді Стів підступом його переміг.
На Starrcade Стів Остін та Дастін Роудс зійшлися у протистоянні в матчі за правилами два фоли з трьох за титул Чемпіона Сполучених Штатів WCW. Остін переміг, однак вже 24 серпня 1994 програв його Ріккі Стімботу. На Fall Brawl Стів мав зустрітися з новим чемпіоном і повернути собі свій титул, що він і зробив, оскільки Стімбот отримав ушкодження плеча і не зміг вийти на ринґ тож титул дістався Остіну. Проте друге чемпіонство Льодяної Брили тривало менше десяти хвилин, бо одразу по «закінченню» поєдинку на ринґу з'явився Джим Даґґан і зійшовся з Остіном у матчі, який тривав всього 35 секунд. Після прикрої поразки та втрати титулу Стів кинув виклик Даґґану на Halloween Havoc та Битві Чемпіонів XXIX, однак програв обидві зустрічі. Оговтавшись від травми коліна початку 1995 року Остін взяв участь у турнірі за вакантний титул Чемпіона Сполучених Штатів за версією WCW де він переміг Даґґана за відліком у першому раунді, але програв «Мачо» Ренді Севіджу у чвертьфіналі.
У 1995 році віце-президент Ерік Бішофф звільнив Стіва Остіна після перенесеної травми трицепсів, отриманої під час японського турне. Компанія втратила зацікавленість в Остіні і більше не бачила його як прибуткового спортсмена.

## Extreme Championship Wrestling (1995)
З'явившись у ростері Extreme Championship Wrestling (ECW) Стів сконтактував з Полом Гейменом, який був його менеджером на WCW. Оскільки Остін відновився не до кінця Пол записав з ним кілька інтерв'ю. Загалом подібних в'ю за участі Остіна було чимало і багато хто зі знавців називають арену ECW місцем, де Льодяна Брила розвинув свої навички роботи з мікрофоном. Сам Остін називає Геймана людиною, яка навчила його робити правильні промо.
Під час виступів на арені ECW Стів був знаний під прізвиськом «Суперзірка». Він провів поєдинок із Сендменом та мав ф'юд із Майкі Віпреком, тодішнім чемпіоном світу у важкій вазі за версією ECW. Згодом наприкінці 1995 року Сендмен, Майкі та Стів зустрілися у поєдинку за правилами потрійної загрози, переможцем якого вийшов Сендмен. Пізніше Пол Геймен заявив, що не дуже й хотів аби Стів виграв у тому поєдинку.

## World Wrestling Federation/Entertainment/WWE

### The Ringmaster (1995—1996)
Наприкінці 1995 року Остін уклав угоду із WWF. Цьому посприяли Дизель та Джим Росс, переконавши Вінса Макмегона працевлаштувати талановитого бійця. 8 січня 1996 він вперше з'явився на арені RAW у поєдинку проти Метта Гарді, у якому переміг. Спершу Стів виступав під прибраним ім'ям The Ringmaster разом із менеджером — Тедом Дібіасі, який зробив його Чемпіоном на мільйон доларів. Проте Остін вважав, що Тед заслабкий для того, аби бути його менеджером і звернувся з проханням до керівництва WWF залагодити цю справу і надати йому нового менеджера. Рішення було схвалено і The Ringmaster отримав цілий перелік можливих кандидатур. Серед них були Отто Вон Рутлесс, Айс Даґґер та Чілі МакФріз. Тоді ж Остін поголив голову та відростив бороду, замінивши приставку The Ringmaster на легендарну Льодяну Брилу.
На початку березня 1996 він вперше з'явився на Реслманії, перемігши Савіо Веґа. На шоу In Your House: Beware of Dog Остін програв Веґа, а Дібіасі згідно з передматчевою угодою полишив федерацію. Сам Остін під час інтерв'ю з Доком Гендріксом зізнався, що програв той бій навмисно, аби Тед пішов з федерації.

### Остін 3:16
Шлях на верхівку слави Остін розпочав на турнірі Король Рингу 1996. Він почав використовувати свій особливий прийом — Станнер, з допомогою якого він і виграв цей турнір. Після перемоги над Марком Меро в півфіналі, Остін переміг Джейка «Змію» Робертса в фіналі. 8 червня 1996 на шоу Суперзірки Стів знову застосував Станнер та переміг Джейсона Арндта. На той час Арндт мав образ християнина, тож під час коронації переможця турніру Остін дав промо, у якому на забув згадати і про Джейсона. Він сказав: «Ти сидиш там разом зі своє Біблією, молишся і все таке. Говориш про свої псалми, говориш про Євангеліє 3:16 від Івана… Остін 3:16 говорить, що він надер твою дупу». Як наслідок вислів Остін 3:16 став одним із культових у світі реслінгу. Футболки з цим гаслом посіли перше місце у переліку найбільш продаваних речей в історії WWF. Багато хто вважає, що разом із цим промо розпочалася ера, знана як «Ера Аттітюд».

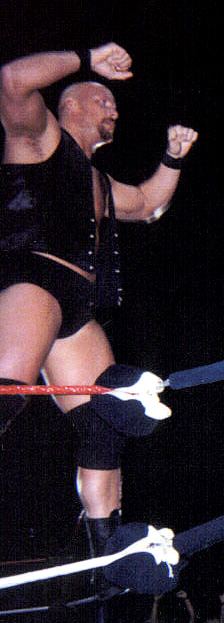
Остін у 1996 році

Згодом Остін звернув свою увагу (в негативному сенсі) на Брета Гарта. Він почав безжально кепкувати та дражнити його, увесь час кидаючи йому виклик на поєдинок. Врешті-решт Гарт прийняв виклик на бій проти Остіна на Survivor Series 1996, щоб визначити претендента номер один на титул Чемпіона у важкій вазі за версією WWF. В ході поєдинку біля арени з'явився Тед Дібіасі і своєю появою відволік Остіна чим і скористався Гарт, надавши собі прискорення від канатів і поклавши Льодову Брилу на лопатки. Цей поєдинок дав початок довготривалому ф'юду між бійцями. Ще більше ворожнечу «підпалив» інцидент, який трапився у прямому етері на RAW: Остін та Піллман з рушницею вдерлися в оселю Брета Гарта. На Королівський Битві 1997 року Брет Гарт перекинув Остіна через канати, але Стів скориставшись тим, що суддя відволікся видерся на ринґ і зробив те саме з Бретом Гартом. В підсумку він виграв Битву. Це призвело до першого pay-per-view In Your House 13: Final Four в кар'єрі Остіна, після того, як Шон Майклз несподівано отримав ушкодження і титул Чемпіона світу у важкій вазі за версією WWF став вакантним. Остін вибув одним з перших, пошкодивши коліно, а тим часом Брет Гарт завоював свій четвертий титул Чемпіона світу у важкій вазі за версією WWF. Однак насолоджуватися чемпіонством Гарту судилося недовго, оскільки вже наступного вечора на RAW він, завдяки втручанню Остіна, програв його Сихо Сіду. Ця подію призвела до їх подальшої зустрічі на WrestleMania 13. Там Гарт переміг Остіна за допомогою підкорення у матчі зі спеціально запрошеним рефері Кеном Шемроком. Матч видався досить запеклим, обличчя Остіна було все в крові і опинившись у Шарпшутері від Брета Гарта він відмовлявся здаватися. Врешті-решт Остін знепритомнів, але Брет на послаблював хватки. Це призвело до того, що в очах глядачів Остін став позитивним персонажем, тоді як колишній улюбленець публіки Брет Гарт перетворився на хілла, тобто на негативного персонажа. Все ж Остін зміг помститися Гарту. Це трапилося на In Your House 14: Revenge of the 'Taker у матчі за право претенденства на титул Чемпіона у важкій вазі за версією WWF, яким на той час володів Трунар. Льодяна Брила переміг за дискваліфікацією, оскільки у поєдинок втрутився Британський Бульдог, а згодом на In Your House 15: A Cold Day In Hell Остін завоював свій перший титул Чемпіона у важкій вазі. 21 квітня на RAW Остін вчиняє бійку з Гартом, поранивши перед цим його ногу стільцем. Скутки поєдинку були визнані за недійсні. Однак Стів продовжив бити Гарта навіть в той час, як він був на ношах у задній частині машини швидкої допомоги. На A Cold Day In Hell Остін прогає Трунарю за втручанням.
За цей час Остін знайшов спосіб, як виграти Чемпіонство у командних змаганнях за версією WWF. 26 травня 1997 року Остін та Шон Майклз перемогли Оуена Гарта та Британського Бульдога у матчі за титул. Вони тримали титул до 14 липня, але Майклз отримав ушкодження і захист титулу довелося проводити без нього. Тієї ж ночі було визначено головних претендентів на титули — Оуена Гарта та Британського Бульдога. Однак Остін відмовився від нового партнера і вирішив захищати титул самотужки.
На SummerSlam Остін та Оуен Гарт зустрілися у поєдинку за титул Інтерконтинентального чемпіона за версією WWF з додатковими умовами: якщо Остін програє, він має поцілувати сідниці Гарта. Через неправильно виконаний прийом «Могильна плита» Остін невдало приземлився і сильно ушкодив шию. Тоді Гарт відволікся на усну перепалку з глядачами, Остін скористався нагодою та виконав «накат» і утримав Гарта, вигравши матч. Однак через сильно травмовану шию він був змушений відмовитися від чемпіонства. 22 вересня 1997, на першому в історії Monday Night Raw, яка буде транслюватися з Медісон Сквер Гарден, Оуен Гарт виступав з промовою до вболівальників. Однак його перервала поява Остіна в супроводі п'ятьох офіцерів NYPD, який атакував Оуена. Все йшло до того, що Остін був готовий битися з офіцерами, тому Вінс Макмегон вибіг на арену та почав читати нотації Остіну, чому той не може бути конкурентноспроможним претендентом на титул. Остін лишається незадоволеним перебігом подій і проводить Макмегону Станнер. Згодом він був заарештований за звинуваченням в перетині особистої власності, нападі та напад на співробітника поліції. Це поклало початок суперництва Остін-Макмегон.

### Ворожнеча з Макмегоном
Після того, як Брет Гарт перейшов на арену WCW Шон Майклз та Остін стали головними зірками компанії. Остін виграв Королівську Битву 1998, наприкінці якої він перекинув останнього конкурента — Скелю. Наступного тижня на RAW Остін вийшов на ринґ та перервав презентацію Майка Тайсона, яку проводив Вінс, називаючи його «найлютішою людиною на планеті». Стів показав Тайсону середній палець, розпочалася штовханина. Згодом після цього інциденту Макмегон заявив, що така людина як Остін навряд чи зможе стати гідним чемпіоном. Згодом Майк Тайсон був призначений спеціальним гостем на WrestleMania XIV. На головній події року у поєдинку зіткнулися Майклз та Остін за право володіти титулом Чемпіона WWF у важкій вазі, у якому через втручання Тайсона Льодова Брила вийшов переможцем. Тайсон відрахував до трьох. а потім відправив у нокаут Шона. Після поразки Майклза розпочалася ера, відома як Ера Остіна.

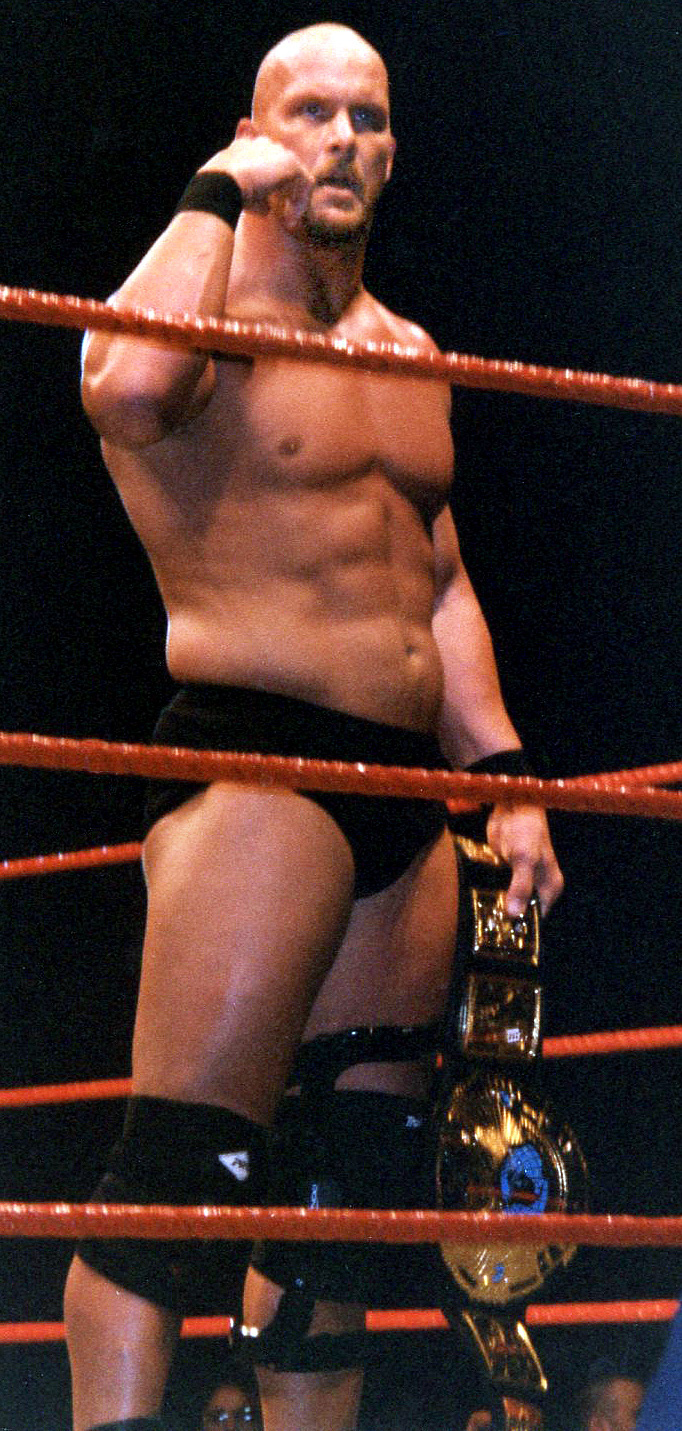
Остін як Чемпіон WWF

Наступного вечора на RAW після виграшу головного титулу компанії Вінс Макмегон передав йому оновлений титул, попередивши про те, що не зважаючи на чемпіонство Остіна він не схвалює його заколотницький характер і він може запропонувати два шляхи вирішення проблеми: по-доброму чи по-поганому. У відповідь Стів провів Станнер. У квітні 1998 року ситуація сягнула найвищої точки і було оголошено про поєдинок між Остіном та Макмегоном. Однак матч так і не відбувся, бо замість нього було проведено бій між Остіном та Дюд Лав на Unforgiven: In Your House, який закінчився втручанням Макмегона, який вдарив Брилу металевим стільцем. Це призвело до реваншу на Over the Edge: In Your House, де не зважаючи на те, що Макмегон виступив у ролі судді Остін зміг захистити титул.
Однак Макмегон не полишав спроб перемогти Остіна, що йому вдалося на шоу Король Ринґу 1998. Тоді Остін програв титул Чемпіона WWF Кейну у поєдинку за правилами «першої крові». Це трапилося через втручання Трунаря, який вдарив Остіна стільцем поки суддя був нокаутований, хоча до цього Остін фактично переміг Кейна. Макмегону лишалося недовго радіти, бо вже наступного вечора на RAW Стів повернув титул собі. На SummerSlam вистояв у поєдинку проти Трунаря. У відповідь на це Вінс призначив матч за правилами потрійної загрози на Breakdown: In Your House, де зійшлися Остін, Трунар та Кейн. Поєдинок закінчився подвійним утриманням і щоб вирішити цю проблему Вінс призначив бій за вакантний титул чемпіона між Кейном та Трунарем зі спеціально запрошеним суддею — Стівом Остіном. Колишній чемпіон вичекав слушної нагоди та атакував братів, через що був звільнений. За це Брила викрав Макмегона та під пістолетною цівкою вивів його на ринґ і спустив гачок, вистріливши папірцем із написом «Bang! 3:16». Подія була настільки переповнена емоціями, що в підсумку Макмегон обмочив штани. Згодом Шейн Макмегон надав Остіну нову угоду. У півфіналі турніру Survivor Series за вакантний титул Чемпіона WWF стів програв Майнкайнду після втручання Шейна. Наступного вечора на RAW суддя Міллс Лейн ухвалив рішення надати матч-реванш Остіну за право змагатися за титул, що було прописано в угоді, яку він уклав двома тижнями раніше. У Остіна з'явилася реальна можливість повернути титул, але у поєдинок втрутився Трунар, який напав на Остіна з лопатою, що призвело до перемоги за дискваліфікацією, однак титул зберіг Скеля. На Rock Bottom: In Your House Остін переміг Трунаря у матчі за правилами «похований живцем» після втручання Кейна, який провів Трунарю прийом Могильна плита прямо в труну. Ця перемога дала змогу кваліфікуватися Остіну на Королівську Битву 1999.

## Інші медіа

### Фільмографія
| Рік  | Назва               | Роль         | Примітка       |
| ---- | ------------------- | ------------ | -------------- |
| 1999 | Beyond The Mat      | Себе         | Документальний |
| 2005 | Все або нічого      | Ґард Дангем  | Дебют          |
| 2007 | Приречені           | Джек Конрад  |                |
| 2009 | Пошкодження         | Джон Брікнер |                |
| 2010 | Нестримні           | Пейн         |                |
| 2010 | Незнайомець         | Незнайомець  |                |
| 2010 | Спіймати, щоб убити | Джим Роудс   |                |
| 2011 | Recoil              | Раян Варретт |                |
| 2011 | Нокаут              | Ден Бернз    |                |
| 2011 | Тактична сила       | Тейт         |                |
| 2012 | Максимальний термін | Меннінґ      |                |
| 2012 | Посилка             | Томмі Вік    |                |
| 2013 | Однокласники 2      | Томмі        |                |
| 2015 | Ланцюжок команд     | Рей Піттерс  |                |
| 2015 | Смуш: Фільм         | Себе         |                |

## Особисте життя
Остін зустрів Кетрін Барргус у середній школі, продовжував навчатися у коледжі, а 24 листопада 1990 вони побралися. Проте у Стів з'являються відносини з іншою жінкою — Джинні Кларк, з якою він працював ни ринґу, тому 7 серпня 1992 їх з Кетрін шлюб було анульовано. Вже 18 грудня 1992 вони з Джинні Кларк відіграли весілля. В них народилися дві дочки: Стефані (народилася у 1991 році) та Кессіді (народилася у 1996 році). Кессіді живе разом зі своєю матір'ю в Англії в той час як Стефані мешкає в Лос-Анджелес. Також Остін прийняв дочку Кларк від колишнього чоловіка — Джейд (нині мешкає зі своїм чоловіком у США). 10 травня 1999 Кларк та Остін розлучилися.
13 вересня 2000 Стів одружився з Деброю Маршалл.
У грудні 2007 року Wrestling Observer newsletter повідомили, що Остін офіційно змінив своє справжнє ім'я (Стівень Вільямс) на Стів Остін. В кінці 2009 року Остін одружився зі своєю четвертою дружиною — Крістін.

### Випадки домашнього насилля
У суботу ввечері 15 червня 2002 року Дебра Маршалл викликала поліцію до будинку подружньої пари і розповіла офіцерам, що Остін бив її по голові, спині та ногам і потім вибіг з дому до прибуття поліції. За повідомленням поліції у Дебри була опухла щока та сліди від ударів під очима, на спині та плечах. Остін зателефонував коли там знаходилися офіцери поліції та повідомив що він потрапив у халепу, відмовився повернутися додому або звернутися у поліцейську ділянку. 14 серпня 2002 Остін був заарештований і звинувачений у домашньому насильстві. Він не визнав себе винним і 25 листопада 2002 року отримав випробувальний термін на рік, штраф у розмірі $ 1000 та 80 годин громадських робіт.
Маршалл стверджувала, що Остін вживав стероїди і цей випадок був наслідком вживання цих препаратів. 22 липня 2002 року Остін подав на розлучення.
29 червня 2007 Маршалл дала інтерв'ю Fox News у якому повідомила, що Остін бив її три рази

## У реслінґу
- Фінішери
  - Як «Льодова Брила» Стів Остін
    - Stone Cold Stunner

  - Як «Приголомшливий» Стів Остін
    - Stun Gun

  - Як Ринґмайстер
    - Million Dollar Dream
- Улюблені прийоми
  - Як «Льодова Брила» Стів Остін
    - Back body drop
    - Knife-edged chop
    - Leapfrog body guillotine
    - Mudhole Stomp
    - Piledriver
    - Pointed elbow drop
    - Running lariat
    - Sleeper hold
    - Spinebuster
    - Stom]
    - Superplex

  - Як «Приголомшливий» Стів Остін
    - Hollywood and Vine
    - Knee drop
    - Pointed elbow drop
    - Sleeper hold
    - That's a Wrap
    - Vertical suplex
- Прибрані імена
  - «Льодяна Брила»
  - «Приголомшливий»
  - «Суперзірка»
  - «Ратлснейк»
- Музичний супровід

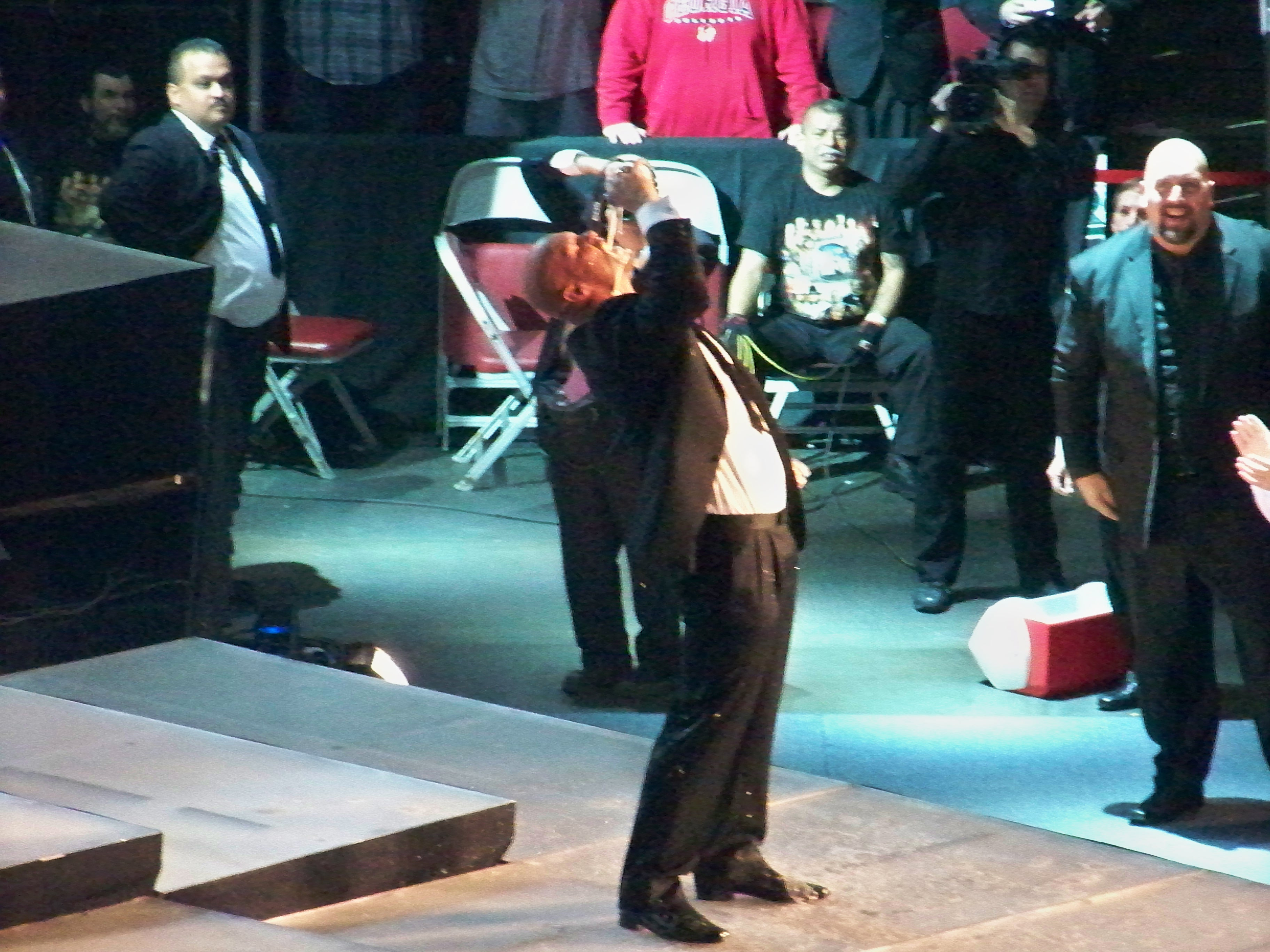
Остін п'є пиво на церемонії Зали Слави у 2009-му році

  - United States Wrestling Association
    - «Unchained» від Van Halen (1989)
    - «Runnin' With The Devil» від Van Halen (1989—1991)
    - «Fame» від David Bowie (1990)

  - World Championship Wrestling
    - Як «Приголомшливий» Стів Остін
      - «A Roman Love» (1991—1993)
      - «Satan's Sister» (1993—1995)

  - Extreme Championship Wrestling
    - Як «Суперзірка» Стів Остін
      - "Superstar " від Ендрю Ллойд Веббер (1995)

  - World Wrestling Federation/Entertainment/WWE
    - Як Ринґмайстер
      - «Ringmaster» від Джима Джонстона (1996)

    - Як «Льодова Брила» Стів Остін
      - «Hell Frozen Over» від Джима Джонстона
      - I Won't Do What You Tell Me Джима Джонстона
      - «Glass Shatters» від Disturbed
      - «Rattlesnake» від Джима Джонстона
      - «Hell on Earth» від Джима Джонстона
      - «Paranoid» від Джима Джонстона
      - «Venomous» від Джима Джонстона

## Титули та нагороди
- Pro Wrestling Illustrated
  - Feud of the Year (1998, 1999) з Вінсом Макмегоном
  - Match of the Year (1997) проти Брета Гарта
  - Most Hated Wrestler of the Year (2001)
  - Most Popular Wrestler of the Year (1998)
  - Rookie of the Year (1990)
  - Wrestler of the Year (1998, 1999, 2001)
  - Ranked #1 of the top 500 singles wrestlers in the PWI 500 in 1998 та 1999
  - Ranked #19 of the top 500 singles wrestlers of the «PWI Years» in 2003
  - Ranked #50 of the top 100 tag teams of the «PWI Years» with Brian Pillman in 2003
  - Professional Wrestling Hall of Fame
  - Class of 2016
- Texas Wrestling Federation
  - TWF Tag Team Championship (1 раз) — з The California Stud
- World Championship Wrestling
  - WCW World Television Championship (2 рази)
  - WCW United States Heavyweight Championship (2 рази)
  - WCW World Tag Team Championship (1 раз)
  - NWA World Tag Team Championship (1 раз)
- World Wrestling Federation/World Wrestling Entertainment/WWE
  - Million Dollar Championship (1 раз)
  - WWF Intercontinental Championship (2 рази)
  - WWF Tag Team Championship (4 рази)
  - WWF World Heavyweight Championship/WWF Championship (6 раз)
  - King of the Ring (1996)
  - Royal Rumble (1997, 1998, 2001)
  - WWE Hall of Fame (Class of 2009)
  - Fifth Triple Crown Champion
  - Slammy Award (2 рази)
  - Freedom of Speech (1997)
  - Best Original WWE Network Show — Stone Cold Podcast (2015)
- Wrestling Observer Newsletter
  - 5 Star Match (1992)
  - 5 Star Match (1997)
  - Best Box Office Draw (1998, 1999)
  - Best Gimmick (1997, 1998)
  - Best Heel (1996)
  - Best on Interviews (1996—1998, 2001)
  - Best Non-Wrestler (2003)
  - Feud of the Year (1997)
  - Feud of the Year (1998, 1999)
  - Match of the Year (1997)
  - Most Charismatic (1997, 1998)
  - Rookie of the Year (1990)
  - Tag Team of the Year (1993)
  - Wrestler of the Year (1998)
  - Worst Worked Match of the Year (1991)